# Daud Khel
Daud Khel é uma cidade do Paquistão localizada na província de Punjab.